# Grabfund der Grotta-Pelos-Phase (Missouri)
Der Grabfund der Grotta-Pelos-Phase im Museum of Art and Archaeology der University of Missouri in Columbia (Missouri) beinhaltet ein weibliches Kykladenidol vom Plastiras-Typ (Inventarnummer 64.67.3) und zwei Violinen-Idole (Inventarnummer 64.67.1 und 2). Pat Getz-Preziosi beschrieb den Fund mit unbekannter Herkunft in ihrer Dissertation 1972 und ordnete ihn dem sogenannten Missouri-Bildhauer der frühkykladischen Grotta-Pelos-Phase zu. Er wurde bei der Ausstellung Kunst und Kultur der Kykladeninseln im 3. Jahrtausend v. Chr.  des Badischen Landesmuseums in Karlsruhe gezeigt.

## Beschreibung
Der weißliche Marmor zeigt mit seiner etwas verwitterter Oberfläche und den braunen Sinterflecken bei allen drei Idolen Übereinstimmung. Die starke Ähnlichkeiten der Umrisskonturen, insbesondere im Bereich der Schultern und Oberarme sowie die Ritzung des Schamdreiecks werden als Hinweise auf den gleichen Bildhauer angesehen. 
Violin-Idol (Inventarnummer 64.67.1)
Der eckige Oberkörper des 7,6 cm hohen Idols ist durch ein schmaleres Zwischenstück mit geraden Kanten mit dem runden Unterkörper verbunden. Eingeritzt sind eine v-förmige Halslinie, drei Bauchfalten und ein großes Schamdreieck mit angedeuteter Scham. Das Idol ist in der untersten Hüflinie gebrochen.
Violin-Idol (Inventarnummer 64.67.2)
Unterschiede gegenüber dem Idol 64.67.1 sind die abweichende Höhe von 8,9 cm sowie ein Bruch am Hals in der Schulterlinie. In der Ausführung gibt es kaum Unterschiede.
Weibliches Idol mit Händen vor dem Leib (Inventarnummer 64.67.3)
Das gesichtslose Idol von 14,1 cm Höhe ist stärker schematisiert als der typische Plastiras-Typ. Im Umriss ist es den vier von Doumas in Plastiras auf Paros gefundenen Idolen ähnlich.

## Herkunft und Einordnung
Die Idole sollen aus einem Grab unbekannter Herkunft stammen. Das Nebeneinander von verschiedenen, fast gegensätzlichen Idolformen ist auf den Kykladen bereits seit dem Neolithikum bekannt, wie die Funde der naturalistischen Fetten Frau von Saliagos und eines stark schematisierten Violin-Idols von der Insel Saliagos zeigen. Die Fundsituation von Violin- und Plastiras-Idol ist von Grab 20 bei Akrotiri auf Naxos bekannt.
Preziosi hat dem Bildhauer auch eine unveröffentlichte Statuette im Kanellopoulos-Museum in Athen sowie den weiblichen Torso im Akademischen Kunstmuseum Bonn (Inventarnummer B 46) zugeschrieben. Da für diese Idole Naxos als Herkunftsort vermutet wird, wird angenommen, dass der Bildhauer ebenfalls von der Insel stammte.